# Crotalaria pterospartioides
Crotalaria pterospartioides är en ärtväxtart som beskrevs av Antonio Rocha da Torre. Crotalaria pterospartioides ingår i släktet sunnhampor, och familjen ärtväxter. Inga underarter finns listade i Catalogue of Life.